# Orduña
Orduña (cooficialmente en euskera: Urduña) es un municipio y la única localidad de la provincia de Vizcaya con el título de ciudad. Está ubicada en la comunidad autónoma del País Vasco (España), siendo un enclave de Vizcaya situado entre las provincias de Burgos y Álava.

## Geografía

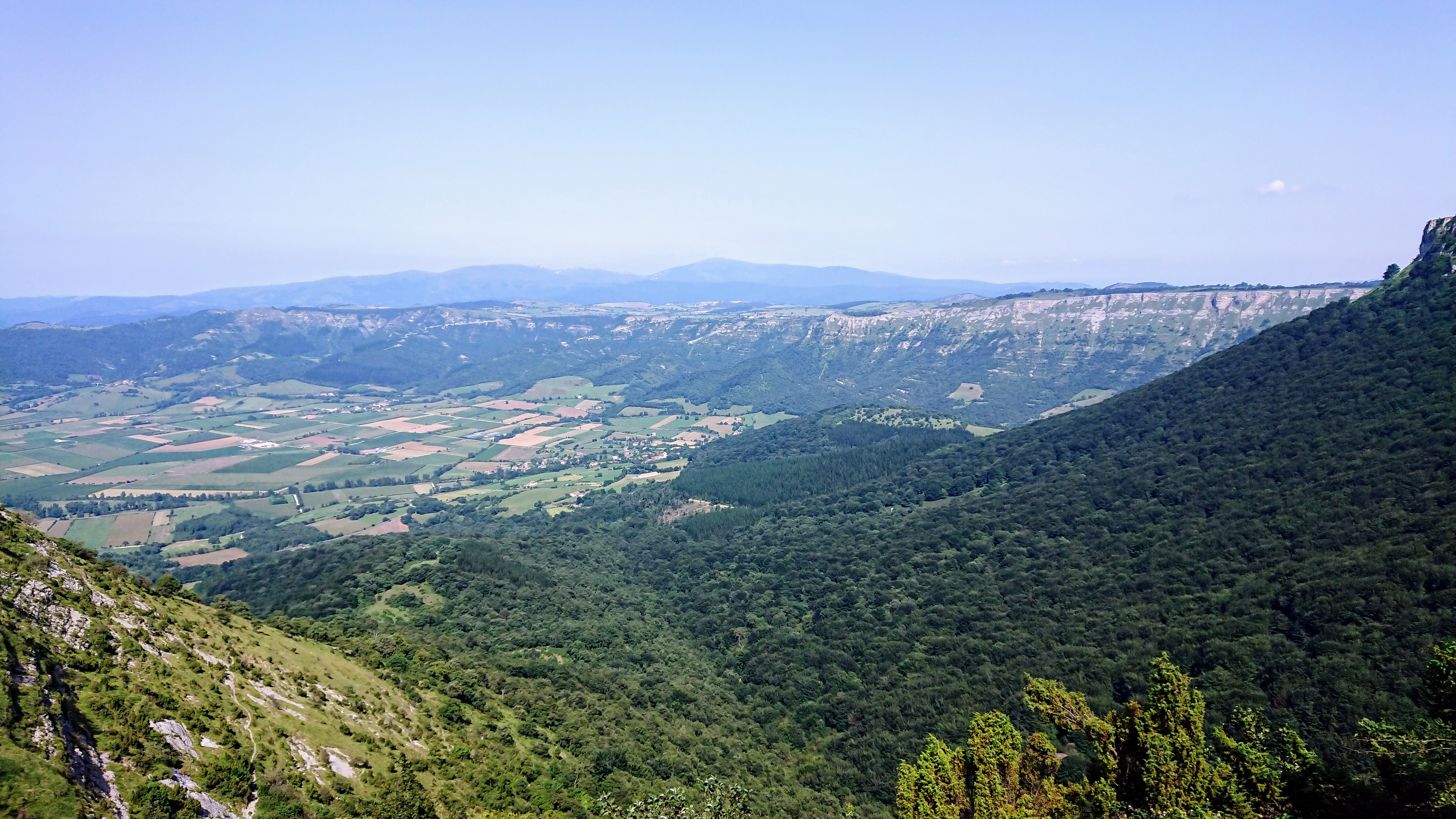
Vista del valle de Orduña desde el mirador del puerto de Orduña (Carretera BU-556)

Orduña se encuentra en una llanura de Álava al sur del término municipal, en la orilla izquierda del río Nervión. Las zonas oeste y suroeste, las más montañosas, están recorridas por una sierra cuyas altitudes oscilan entre 400 y 1066 m s. n. m. (sierra Salvada).
Orduña es un enclave de Vizcaya, situado entre las provincias de Álava y Burgos. Limita con los municipios burgaleses de Junta de Villalba de Losa y Berberana, y con los alaveses de Ayala, Amurrio y Urcabustaiz.

## Toponimia
Según el lingüista E. Bascuas, el topónimo Orduña procedería de un tema hidronímico paleoeuropeo *or-d- / *Ur-d-, derivado de la raíz indoeuropea *er- 'fluir, moverse'.

## Historia
La historia de Orduña ha estado marcada por dos fenómenos: la gran barrera orográfica que la ha defendido a lo largo de su existencia y ha hecho de Orduña un punto clave para la defensa del Señorío de Vizcaya, y su situación geográfica: una isla vizcaína entre Álava y Burgos y en el camino de Castilla hacia el mar. La primera referencia escrita, que encontramos en las crónicas de Alfonso III, se remonta al siglo VIII, en el reinado de Alfonso I el Católico. Anteriores a las referencias escritas son los restos prehistóricos descubiertos en la zona y que datan de la época Neolítico-Bronce (2000-400 a. C.). Dichos restos son conocidos hoy día como Dolmen de las Campas de la Choza.
Orduña no fue fundada como villa hasta 1229, cuando don Lope Díaz II de Haro, sexto señor de Vizcaya, le otorgó carta puebla. Desde su fundación queda en evidencia su importancia como enclave estratégico comercial, sobre todo como paso obligado en las transacciones castellanas con el norte de Europa que tenían como objeto la lana de Castilla. Este hecho hace que en 1467 sea reconocida con el título de ciudad del Señorío de Vizcaya, como consta en cédula real de Enrique IV.

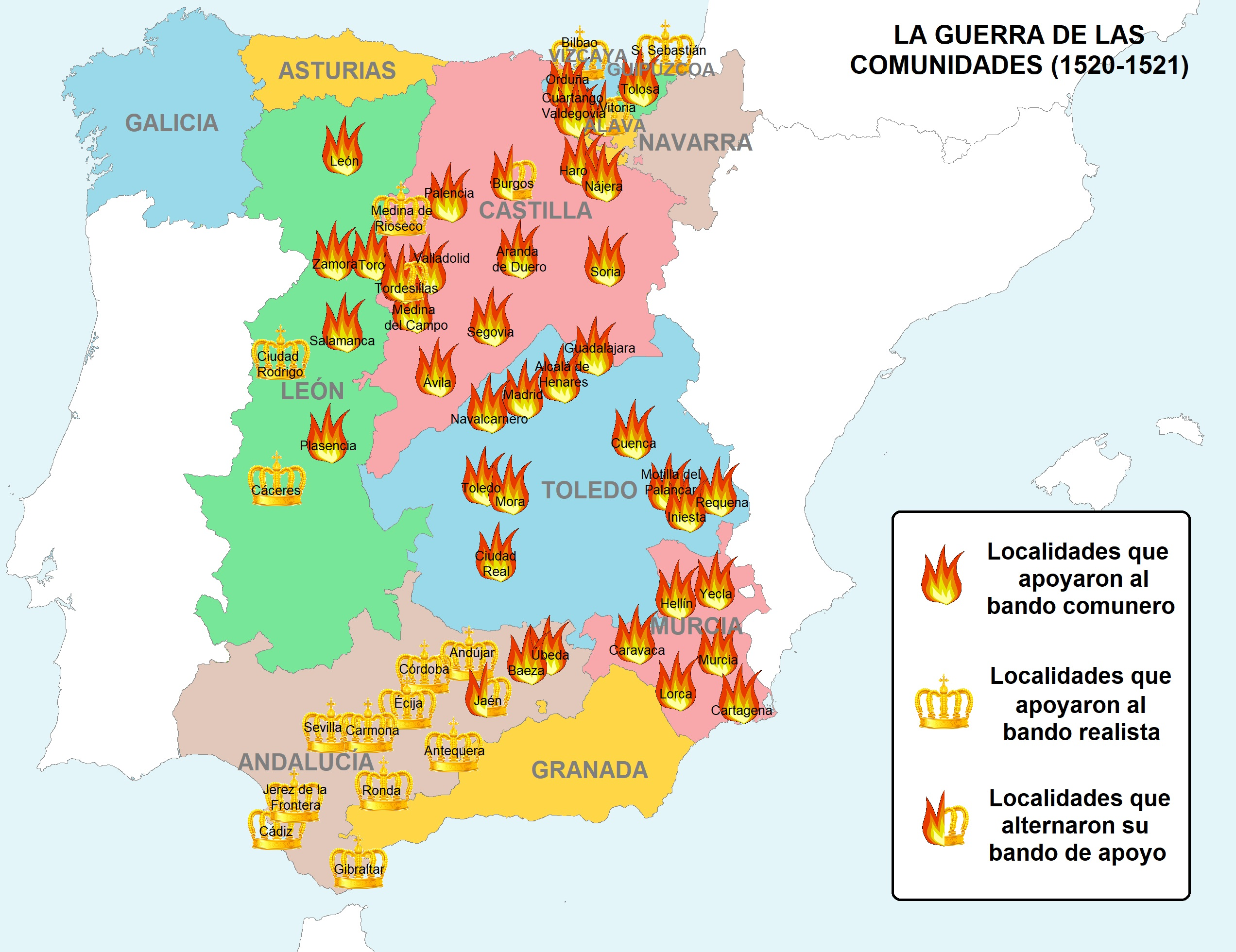
Orduña se situó en el bando comunero en la guerra de las Comunidades

Tras el levantamiento del conde de Salvatierra en 1520, durante la guerra de las Comunidades, Orduña se situó en el bando comunero, venciendo el ejército realista la resistencia de Orduña y de otras localidades comuneras vascas tras la derrota del ejército del conde de Salvatierra, Pedro López de Ayala, en la batalla de Miñano Mayor el 19 de abril de 1521.
Los siglos XVI y XVII, a pesar de que en 1535 un gran incendio destruyó prácticamente la ciudad, fueron especialmente importantes en el desarrollo económico de Orduña que, consolidada como gran plaza comercial, alcanza proyección regional e internacional.
Así, durante todo el siglo XVIII se busca la mejora del antiguo camino carretil que unía Orduña con Castilla y, finalmente, en 1774 se inaugura la nueva vía de comunicación. Esta se vio culminada con la posterior construcción del edificio de la Aduana, obra realizada entre los reinados de Carlos III y Carlos IV, y que comenzó a funcionar como tal en el año 1792, siendo el centro de las transacciones comerciales que tenían lugar en la ciudad.

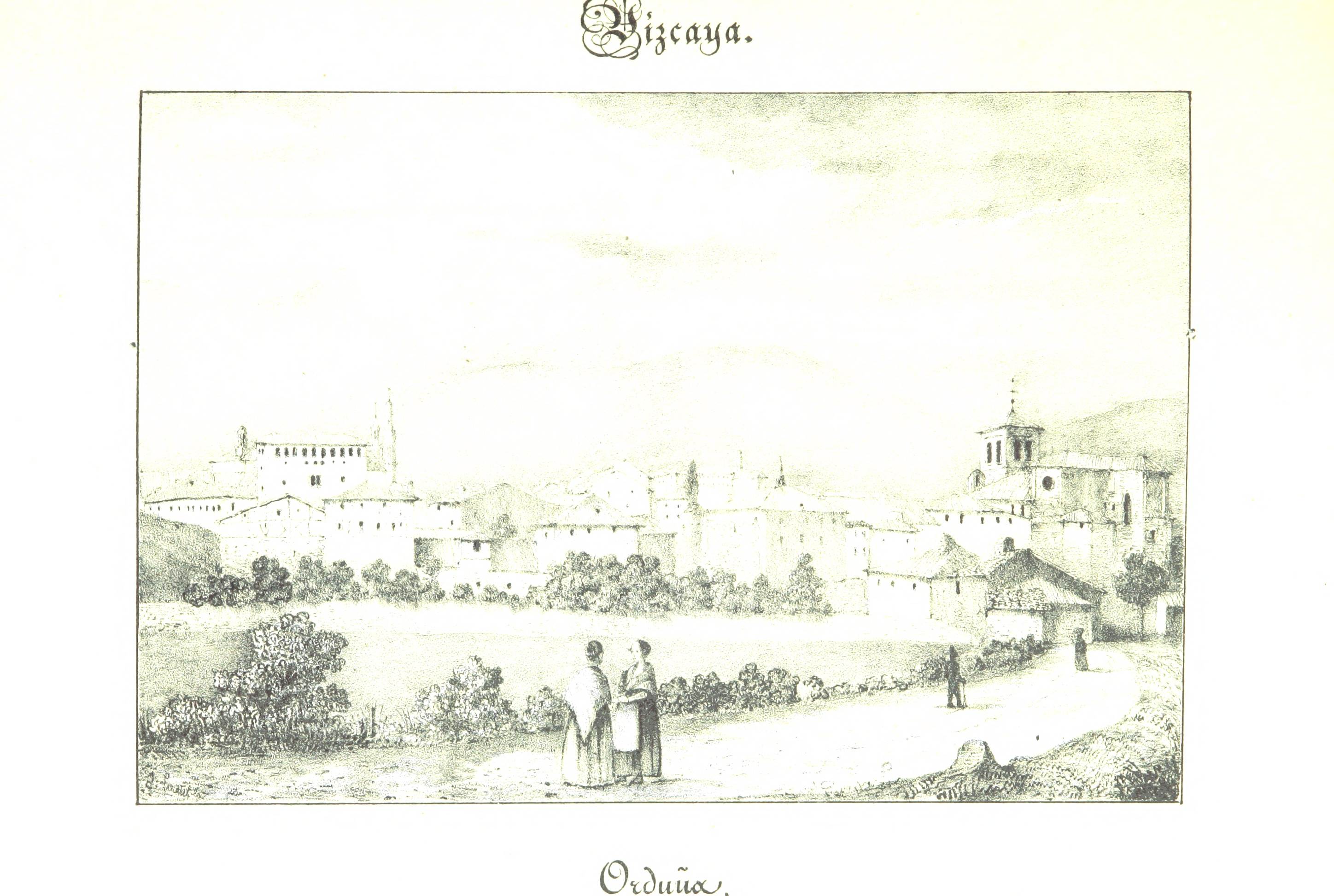
Vista de la localidad en la primera mitad del

El siglo XIX significó el declive para Orduña por las sucesivas guerras que este acarreó y por el traslado de las aduanas a la costa en 1841, lo cual hizo que perdiera su situación de privilegio con la que hasta aquel entonces había contado la ciudad y que culminó con la abolición de los fueros tras la primera derrota carlista.
A principios del siglo XX se produce una importante oferta turística con el auge del balneario de La Muera de Arbieto y las edificaciones del paseo de la Antigua. Más tarde, con motivo de la guerra civil española de 1936-1939, las tropas franquistas establecieron un campo de concentración de prisioneros y posteriormente una prisión central. Alrededor de 50 000 personas fueron encerradas en ellos entre 1937 y 1941, y sometidas a unas condiciones infrahumanas, a consecuencia de las cuales murieron al menos 225. Josep Torrens, internado en dicho campo, declaró: «No éramos nada. No nos trataban como a seres humanos, sino como si fuéramos basura».
El 24 de julio de 1962, en la curva superior del puerto de Orduña, que da acceso a la ciudad desde el sur, se despeñó el autobús en el que realizaba gira la Orquesta Compostela de Santiago de Compostela. La orquesta se desplazaba a Bilbao para tocar en las fiestas de Santiago Apóstol que organizaba la Casa de Galicia en Bilbao. En el siniestro, que se rememora mediante una lápida a pie de carretera, al final de una prolongada recta descendente, se produjeron cuatro muertos y resultaron heridos de distinta consideración el resto de pasajeros. La localidad orduñesa se volcó en la atención a los afectados.
El desarrollo industrial fue muy escaso en la ciudad, lo que ha permitido, en parte, mantener intactos sus excelentes recursos histórico-patrimoniales y medioambientales. En la primera década del siglo XXI se intenta dar un nuevo carácter turístico a la ciudad, con la transformación de la antigua Aduana, situada en el centro de la ciudad, en un balneario moderno. Pero en 2014 el balneario cerró por deudas.

## Demografía
Orduña cuenta con una población de 4203 habitantes (INE 2024).
| Gráfica de evolución demográfica de Orduña entre 1842 y 2021 |
| |
| Población de derecho según los censos de población del INE Población de hecho según los censos de población del INEEn estos censos se denominaba Orduña: 1842, 1857, 1860, 1877, 1887, 1897, 1900, 1910, 1920, 1930, 1940, 1950, 1960, 1970, 1981 y 1991 En este censo se denominaba Urduña-Orduña: 2001 |

## Administración y política

### Gobierno municipal
| Periodo   | Nombre                      | Partido | Partido                                                      |
| --------- | --------------------------- | ------- | ------------------------------------------------------------ |
| 1979-1983 | Iñaki Eztibaliz             |         | Euzko Alderdi Jeltzalea-Partido Nacionalista Vasco (EAJ-PNV) |
| 1983-1991 | Ana María Barañano          |         | Euzko Alderdi Jeltzalea-Partido Nacionalista Vasco (EAJ-PNV) |
| 1991-1999 | Juan Ángel Bilbao           |         | Euzko Alderdi Jeltzalea-Partido Nacionalista Vasco (EAJ-PNV) |
| 1999-2003 | Xabier Eguiluz Isusi        |         | Euzko Alderdi Jeltzalea-Partido Nacionalista Vasco (EAJ-PNV) |
| 2003-2011 | Ricardo Gutiérrez Tellaetxe |         | Euzko Alderdi Jeltzalea-Partido Nacionalista Vasco (EAJ-PNV) |
| 2011-2015 | Carlos Arranz Diego         |         | Bildu                                                        |
| 2015-2019 | Idoia Aginako Arbaiza       |         | Euskal Herria Bildu (EH Bildu)                               |
| 2019-2023 | Itziar Biguri Ugarte        |         | Euskal Herria Bildu (EH Bildu)                               |
| 2023-act. | Iker Santocildes            |         | Euzko Alderdi Jeltzalea-Partido Nacionalista Vasco (EAJ-PNV) |

| Partido político                                                             | 2023  | 2023       | 2019  | 2019       | 2015  | 2015       | 2011  | 2011       | 2007  | 2007       | 2003        | 2003        | 1999  | 1999       | 1995  | 1995       |
| Partido político                                                             | %     | Concejales | %     | Concejales | %     | Concejales | %     | Concejales | %     | Concejales | %           | Concejales  | %     | Concejales | %     | Concejales |
| Euzko Alderdi Jeltzalea-Partido Nacionalista Vasco (EAJ-PNV)                 | 45,89 | 6          | 43,02 | 5          | 35,93 | 5          | 27,07 | 4          | 39,59 | 5          | 49,28       | 7           | 41,76 | 5          | 37,76 | 5          |
| Euskal Herria Bildu (EH Bildu)-Bildu                                         | 43,80 | 5          | 46,31 | 6          | 46,87 | 6          | 46,31 | 6          | —     | —          | —           | —           | —     | —          | —     | —          |
| Unión de Republicanos de Euskadi–Euskadiko Errepublikaren Batasuna (URE-EEB) | 4,27  | 0          | —     | —          | 6,17  | 0          | 6,07  | 0          | 18,55 | 2          | —           | —           | —     | —          | —     | —          |
| Partido Socialista de Euskadi-Euskadiko Ezkerra (PSE-EE PSOE)                | 3,69  | 0          | 6,66  | 0          | 5,79  | 0          | 6,23  | 0          | 9,25  | 1          | 10,75       | 1           | 8,74  | 1          | 7,18  | 0          |
| Partido Popular del País Vasco (PP)                                          | 1,47  | 0          | 2,58  | 0          | 3,87  | 0          | 6,71  | 1          | 8,06  | 1          | 11,28       | 1           | 11,91 | 1          | 12,99 | 1          |
| Aralar                                                                       | —     | —          | —     | —          | —     | —          | 5,75  | 0          | —     | —          | —           | —           | —     | —          | —     | —          |
| Ezker Batua-Berdeak (EB-B)                                                   | —     | —          | —     | —          | —     | —          | —     | —          | 16,33 | 2          | 5,83        | 0           | —     | —          | —     | —          |
| Eusko Alkartasuna (EA)                                                       | —     | —          | —     | —          | —     | —          | —     | —          | 6,06  | 0          | Con PNV     | Con PNV     | 9,23  | 1          | 17,92 | 2          |
| Alternativa Liberal Progresista (ALP)                                        | —     | —          | —     | —          | —     | —          | —     | —          | —     | —          | 21,07       | 2           | —     | —          | —     | —          |
| Euskal Herritarrok (EH)-Herri Batasuna (HB)                                  | —     | —          | —     | —          | —     | —          | —     | —          | —     | —          | Ilegalizado | Ilegalizado | 27,08 | 3          | 22,01 | 3          |

### Organización territorial
Junto al territorio que propiamente pertenece a la ciudad de Orduña, dentro del municipio de Orduña se encuentran los concejos de Belandia, Lendoño de Abajo, Lendoño de Arriba y Mendeica, que formaban antiguamente la Junta de Ruzábal y que conservan cierta autonomía interna dentro del municipio, siendo Orduña la única localidad vizcaína que posee entidades de ámbito inferior al municipio reconocidas dentro de su término municipal.
También engloba el municipio la Comunidad de Orduña, Junta de Villalba de Losa, Ayala y Amurrio, un pequeño territorio comunal explotado de manera conjunta por esos municipios.
Asimismo, hay un pequeño enclave llamado La Cerca de Villaño, que jurídicamente también pertenece a Orduña. Está ubicado en el Valle de Losa (comarca de Las Merindades).

## Cultura

### Patrimonio

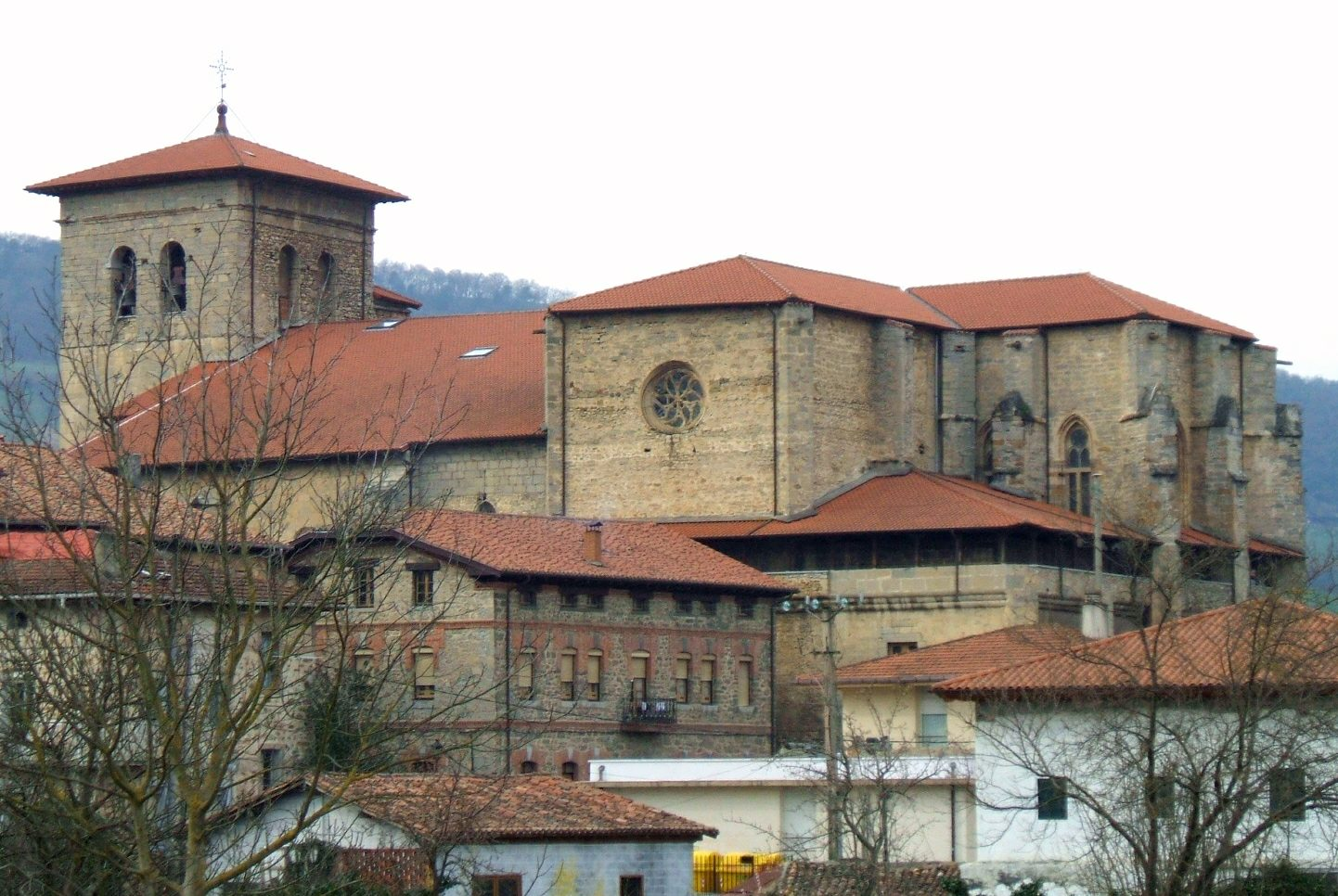
Iglesia de Nuestra Señora de la Asunción

- Iglesia parroquial de Nuestra Señora de la Asunción
- Iglesia de la Sagrada Familia
- Santuario de Nuestra Señora de la Antigua
- Antiguo Convento de San Francisco. En la actualidad, habilitado como residencia de ancianos
- Antiguo Convento de Santa Clara
- Ermita del Buen Suceso
- Antigua Aduana.

### Fiestas y tradiciones

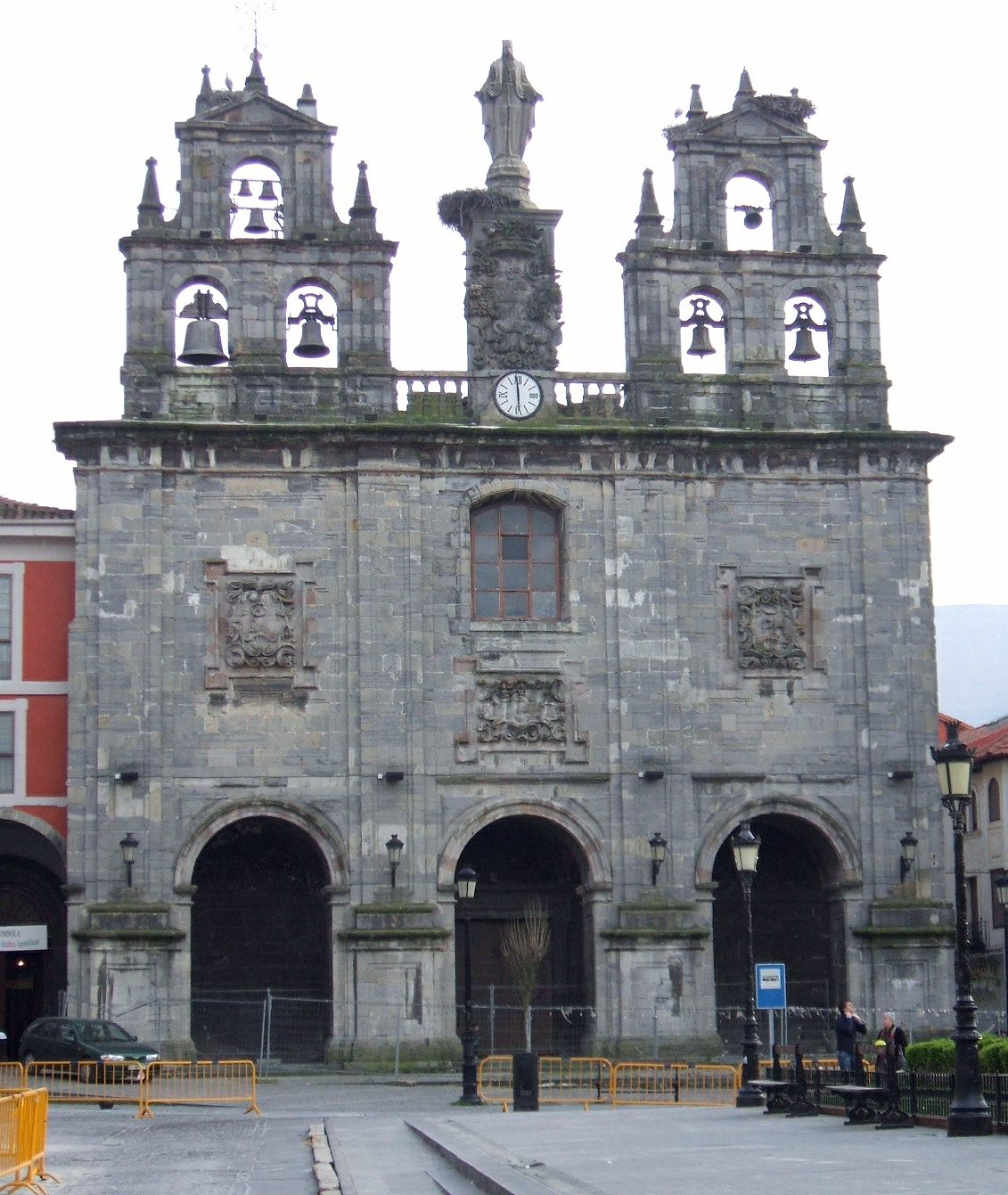
Iglesia de la Sagrada Familia

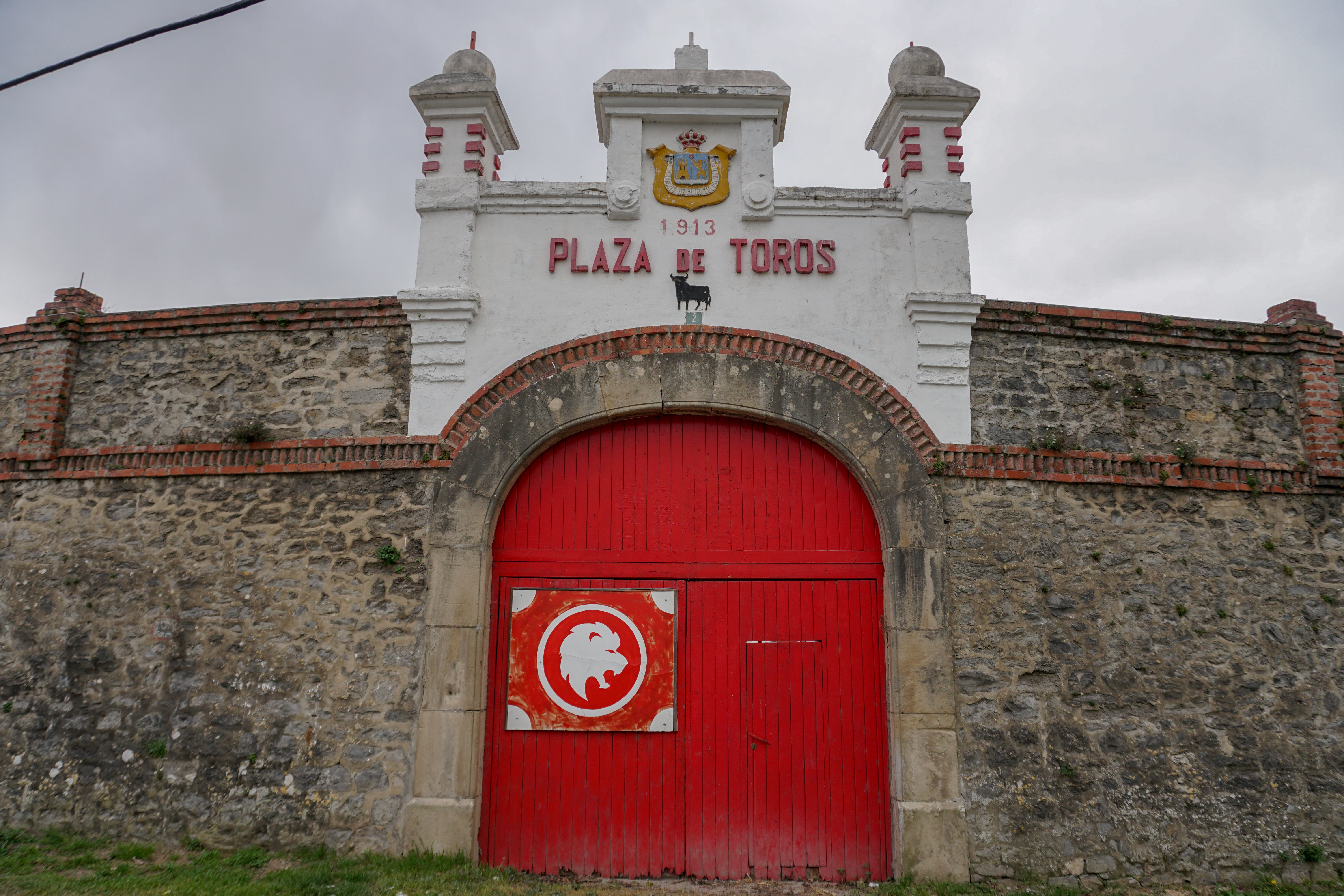
Plaza de toros de Orduña

En Orduña hay 3 festividades principales:
- Semana Santa: La Semana Santa de Orduña es una de las más importantes de País Vasco, teniendo procesiones de gran solemnidad. Se realizan a cargo de la Santa Escuela de Cristo, que en origen era una congregación de feligreses, que en el caso de Orduña acabó convirtiéndose en la cofradía que conocemos hoy en día. Se realizan procesiones el Jueves y Viernes Santo.
- Fiestas de Ntra Sra de la Antigua o Otxomaio: Son las fiestas patronales y se celebran entre el 29 de abril y el siguiente fin de semana. El día grande de las fiestas es el 8 de mayo, en el que se renuevan los votos a la patrona de la localidad, la Virgen de la Antigua, trasladándose a su Santuario en romería. En las fiestas del Otxomaio es tradicional realizar una feria taurina, una feria de pelota, una feria agrícola y ganadera, y deportes tradicionales vascos. 
  - La feria taurina de Orduña: es de las más antiguas de Vizcaya, siendo un referente taurino en País Vasco junto con Azpeitia, Tolosa, Éibar, Orozco, Carranza, Trucios entre otras. La organiza el Club Taurino Otxomaio, tiene origen en el siglo XV, siendo la plaza actual de 1913 diseñada por Luis M. Argentiff, siendo actualmente de tercera categoría. La afición taurina de orduña es tal, que de esta localidad han salido toreros tan importantes como Iván Fandiño e Iván Abásolo.[10]
- Fiestas de la Coronación: Se celebran el primer fin de semana de septiembre, en el que destacan la concentración de gigantes y cabezudos y el campeonato de marmitako.

Otras fiestas menores son:
- San Blas: Se celebra el 3 de febrero. Se bendicen los cordones y dulces en el Santuario de La Antigua.
- Santa Águeda: Se celebra el 5 de febrero. Es la Fiesta de los quintos.
- San Isidro: Se celebra el 15 de mayo. Es la fiesta de los baserritarras.
- San Juan: Se celebra el 24 de junio con feria de artesanía y hogueras nocturnas.
- Santiago: Se celebra el 25 de julio, con la ascensión al Txarlazo y romería popular. También es tradicional el concurso de perros pastor.

### Deporte
Orduña también cuenta con una gran gama de deportes, entre los que se encuentra el txarlazo, un recorrido de descenso para bici en el cual la gente visita y pasa buenos ratos, el equipo de baloncesto de la ciudad Bedarbide, la Sociedad Ciclista Orduñesa, el equipo de fútbol C.D. Orduña y el grupo de BTT, para los amantes de la bicicleta de montaña Gualdetxu.

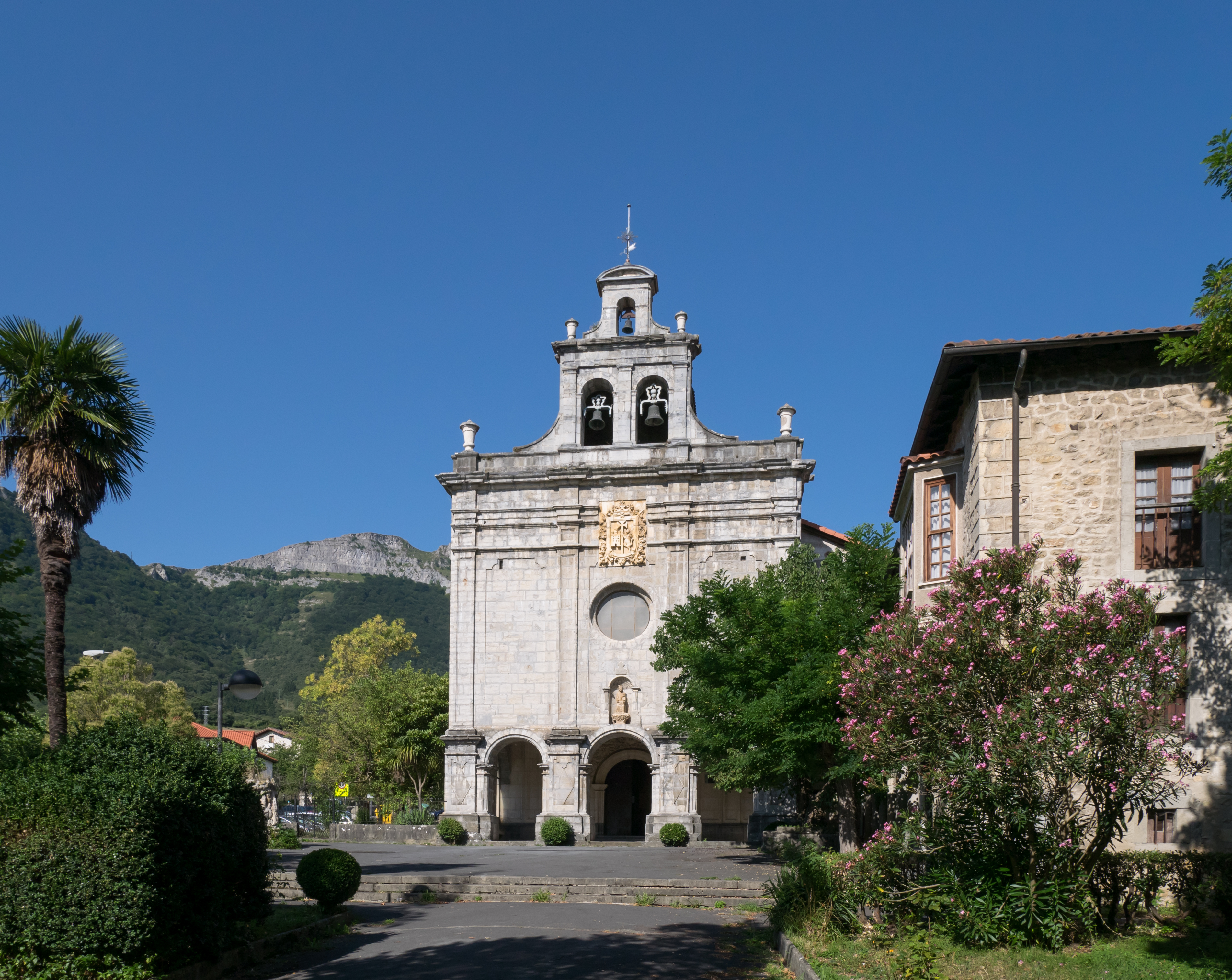
Santuario de Nuestra Señora la Antigua

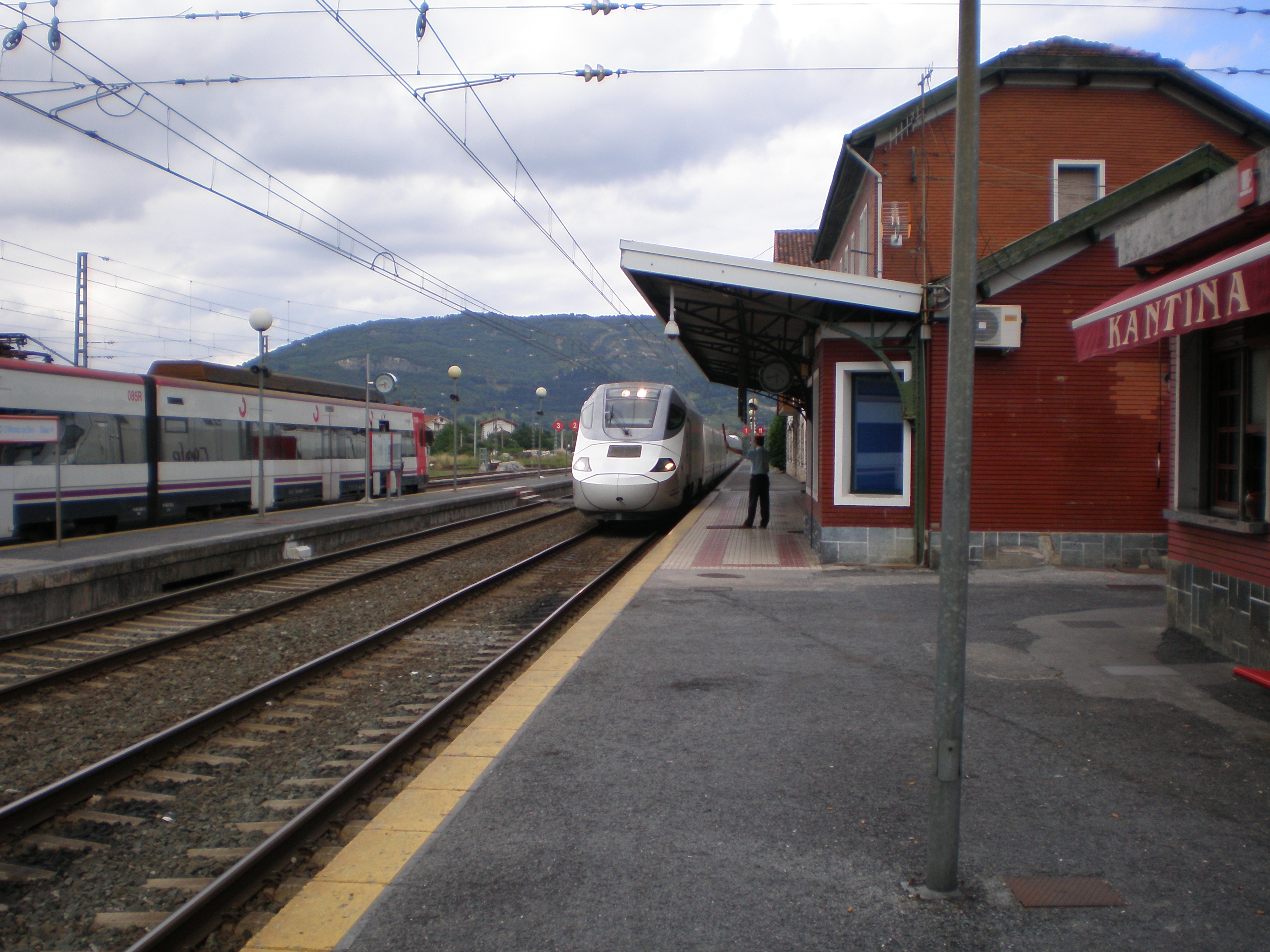
Alvia pasando por la estación de Orduña